# Tour Renten
La tour Renten (en estonien : Renteni torn) est une tour des remparts de Tallinn en Estonie,..

## Description
De la tour médiévale seule la partie inférieure de la tour est conservée à l'intérieur du bâtiment au 49 Lai tänav.
Le reste de la tour a été retiré du bâtiment de Lai tänav 49 en 2003 lors des travaux de démolition.
Les historiens avaient jusqu'alors considéré la tour complètement détruite,.

## Histoire
La tour a probablement été construite avec les nouveaux remparts de Tallinn entre 1340 et 1355.
La tour de Renten, située au coin des remparts, avait une forme de trois quarts de cercle.
Le bâtiment original de deux étages, ouvert par la ville, a été reconstruit aux XIVe et XVe siècles au tournant du siècle.
Les murs de la tour, qui mesuraient environ 20 mètres de haut, avaient une épaisseur de 2 à 3 mètres et le diamètre de la tour était de 10,2 mètres.
Les deux étages supérieurs de la tour étaient des étages de défense, l'étage supérieur était probablement à l'origine une plate-forme ouverte, sur laquelle un toit a été construit dans la première moitié du XVIe siècle.
Le plancher protecteur supérieur de la tour s’était déjà complètement effondré dans les années 1730.
Au siècle suivant, la tour était encore plus en mauvais état.
En 1880, le bâtiment Lai 49 a été construit.

## Galerie

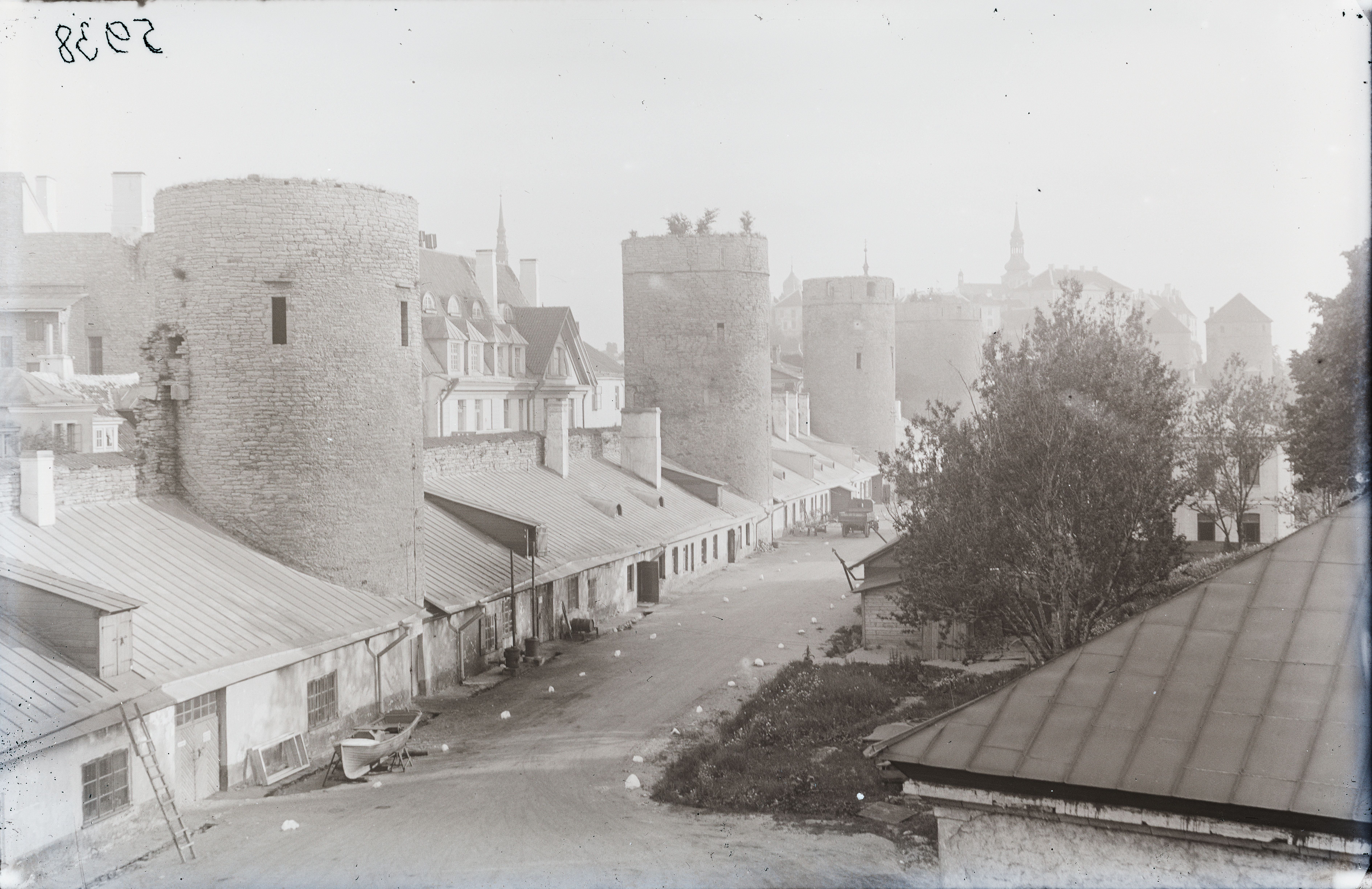
Les tours des remparts de Tallinn  à la place des tours: Tour Renten, tour Grusbeke, tour Epping, tour Plate.